# Електрохімічний та електрометалургійний завод у Ла-Корб'єр

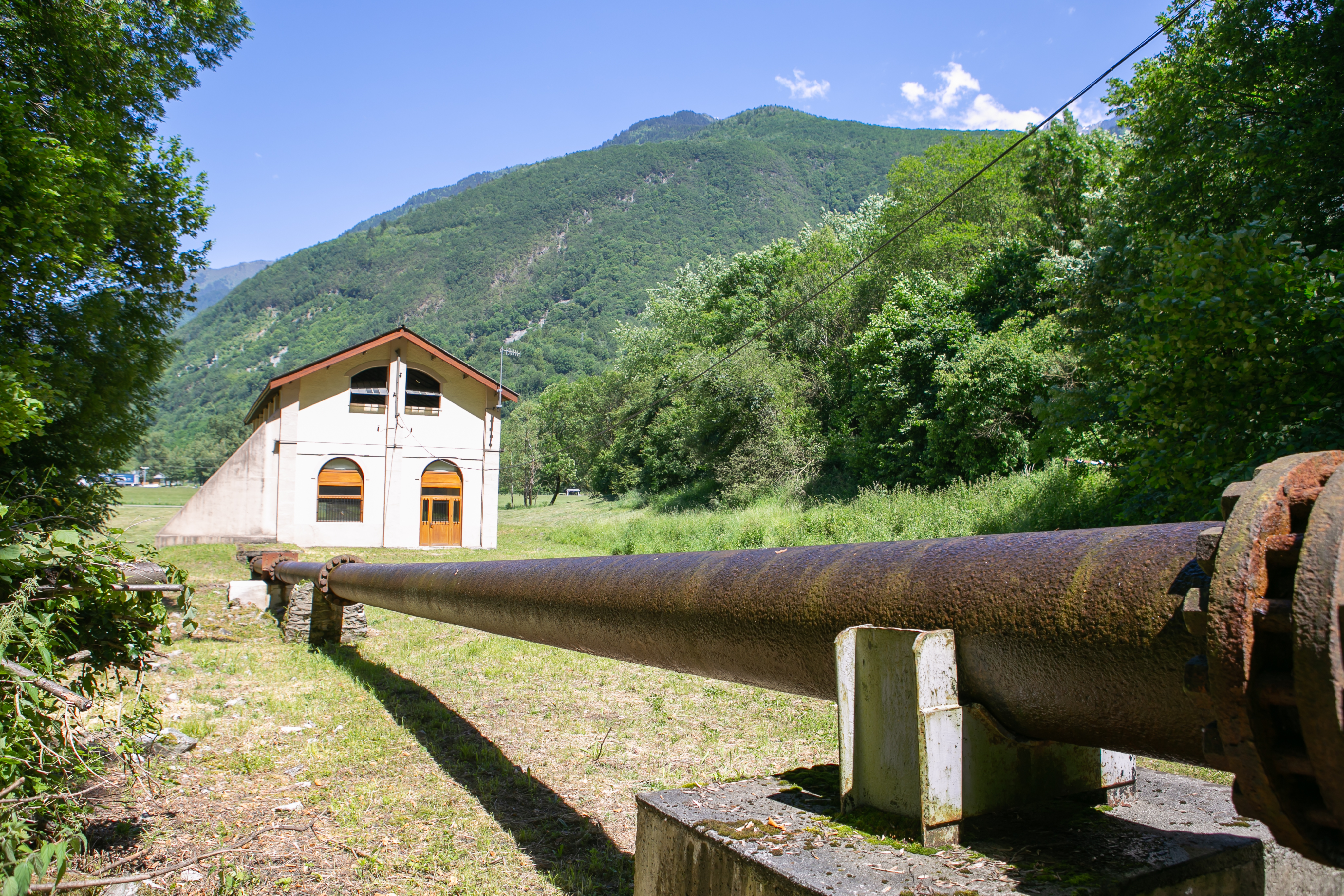
Напірний водовід та машинний зал ГЕС Ла-Корб'єр

Електрохімічний та електрометалургійний завод у Ла-Корб'єр – колишній виробничий майданчик на південному сході Франції.
У 1909 – 1910 роках британська компанія Davey Bickford Smith спорудила у Французьких Альпах в долині річки Арк електрохімічний майданчик, який мав продукувати електролізним шляхом хлорати, що поставлялись на завод з виробництва вибухівки у Руані. При цьому використовували продукцію зведеної в комплексі з заводом ГЕС Ла-Корб'єр, яка могла видавати потужність до 1,3 МВт. 
З плином часу завод не менше двох раз змінив своїх власників. Так, відомо що певний час він належав створеній в 1921-му Compagnie des produits chimiques d'Alès, Froges et Camargue (в подальшому стала французьким хімічним та металургійним гігантом Péchiney), а в 1924-му потрапив до рук компанії Société Coignet, що володіла електрохімічним заводом у Еп'єррі (у тій же гірській долині, але на протилежному від Ла-Корб'єр березі річки Арк).
Не пізніше першої половини 1920-х основним видом діяльності заводу стало виробництво електродів. Крім того, тут виробляли певні обсяги рідкісноземельного металу церію – це виробництво передали сюди не пізніше 1924-го з заводу в Клаво. З іншої сторони, виробництво хлоратів остаточно припинилось у 1926 році.
В 1930-х роках майданчик узявся за продукування «спеціальних металів» (métaux spéciaux, поширені джерела з історії французької елктрометалургії не конкретизують значення цього терміну в застосуванні до заводу в Ла-Корб'єр).
У 1944-му під час відступу німецькій війська підірвали споруди заводу, який після цього так ніколи і не був відновлений. В той же час, ГЕС Ла-Корб'єр продовжила використовуватись та існує і станом на середину 2020-х, при цьому вона має потужність у 1,65 МВт.